# Челно-Вершинский район
Челно́-Верши́нский райо́н — административно-территориальная единица (район) и муниципальное образование (муниципальный район) на севере Самарской области России и граничит с Шенталинским, Сергиевским районами области и Республикой Татарстан.
Административный центр — село Челно-Вершины отдалён от областного центра на 185 км.

## География
Район расположен в северной части Самарской области. Общая площадь муниципального образования составляет 1162,3 км². Имеет вытянутость с севера на юг 60 км, с запада на восток 19 км. На севере район граничит с Республикой Татарстан, на западе — с Кошкинским районом, а на юге — с Сергиевским районом, на востоке — с Шенталинским районом. Районный центр находится в селе Челно-Вершины и связан с областным центром — городом Самарой — железной дорогой и асфальтовым шоссе. Расстояние от районного центра до г. Самара 185 км. Железнодорожная станция Челна находится в райцентре. Например с железнодорожной станции пассажирскими поездами без пересадок можно доехать до Москвы, Челябинска, Перми, Новосибирска, Стерлитамака, Краснодара, Сочи, Адлера, Казани и других городов.
Рельеф местности равнинно-холмистый. Район расположен на западных отрогах Бугульмино-Белебеевской возвышенности и относится к Высокому Заволжью. Абсолютные отметки здесь 280—300 метров. Это волнистая возвышенная равнина, сильно расчленённая глубокими и широкими долинами на обособленные водораздельные плато. Очень много долин, оврагов, балок. Южные склоны водоразделов крутые и короткие, северные — пологие, длинные.
Климат Челно-Вершинского района континентальный, свойственны резкие температурные контрасты, быстрый переход от холодной зимы к жаркому лету. В среднем за год выпадает 447 мм осадков. Район расположен в первой агроклиматической зоне повышенного увлажнения.
В почвенном отношении, район плодороден и очень благоприятен для ведения сельскохозяйственного производства. Широко распространены тучные разновидности выщелоченных и типичных чернозёмов. Они занимают всю центральную, северную части района. В некоторых хозяйствах выщелоченные тучные чернозёмы занимают 80-90 % территории пашни.

## История
Челно-Вершинский район представляет собой уникальный в историко-археологическом отношении регион, заселённый человеком ещё в эпоху каменного века. Палеоантропологические находки на горе Маяк у села Сиделькино (скелет человека, останки взрослого человека с ребёнком) имеют возраст около 11,55 тыс. лет (калиброванная дата). В особенностях черепа из погребения Гора Маяк (Седелькино 3) учёные видят истоки той древней формации, в которой В. В. Бунак видел древние корни уральской расы. Также на горе Маяк имеются археологические находки из слоёв эпохи мезолита и неолита (елшанская культура).
В период могущества Волжской Булгарии в X—XIII веках территория района входила в состав этого государства. В XIII веке после покорения Булгарии до XV века регион был частью Золотой Орды. С XV века район находился под властью Казанского ханства. В конце XVI века край был присоединен к Московскому царству. Территория района в составе Российского государства относилась к Казанской губернии, а с конца XVIII века к Самарской.
Район образован в 1928 году. «Второе рождение» района, после укрупнения, состоялось в ноябре 1965 года.
Постановлением ВЦИК от 20 октября 1933 года Зубовский сельсовет Сергиевского района был передан в Челно-Вершинский район.
30 июня 1960 года к Челно-Вершинскому району была присоединена часть территории упразднённого Кутузовского района.

## Население
| 2002    | 2008    | 2010    | 2011    | 2012    | 2013    | 2014    | 2015    | 2016    |
| ------- | ------- | ------- | ------- | ------- | ------- | ------- | ------- | ------- |
| 18 817  | ↘17 480 | ↘16 954 | ↘16 827 | ↘16 514 | ↘16 274 | ↘15 978 | ↘15 673 | ↘15 370 |
| 2017    | 2018    | 2019    | 2020    | 2021    |         |         |         |         |
| ↘15 085 | ↘14 755 | ↘14 435 | ↘14 177 | ↗14 963 |         |         |         |         |

### Национальный состав
По данным переписи населения 2010 года самыми многочисленными национальностями были русские — 9 014 чел. (54,5 %), чуваши — 4 596 чел. (27,8 %), татары — 2 097 чел. (12,7 %) и мордва-эрзяне — 621 чел. (3,8 %).

## Административное устройство
В муниципальный район Челно-Вершинский входят 11 муниципальных образований со статусом сельского поселения:
1. Девлезеркино (сёла Девлезеркино, Малое Девлезеркино, посёлки Воздвиженка, Петровск, Покровка, кордон № 5)
2. Каменный Брод (сёла Каменный Брод, Красная Багана, Новая Таяба)
3. Краснояриха (сёла Краснояриха, Шламка, посёлки Воскресенка, Ибряйкино, Крыловка, Малый Нурлат, Новый Нурлат, Раздолье, Советский Нурлат, Советское Иглайкино)
4. Красный Строитель (посёлки Безводовка, Верхняя Кондурча, Красная Горка, Красный Строитель; село Зубовка)
5. Новое Аделяково (село Новое Аделяково)
6. Озерки (сёла Кривозериха, Кротовка, Озерки, Чистовка, посёлки Калиновый Куст, Подлесный, Покровка, Шихан, деревня Ермоловка)
7. Сиделькино (сёла Сиделькино, Старое Аделяково, посёлки Кереметь, Любовь Труда, Пролетарий, Редкая Береза, деревня Благодаровка)
8. Токмакла (посёлок Берёзовка, село Токмакла)
9. Челно-Вершины (сёла Заиткино, Челно-Вершины, посёлок Трехозёрный, железнодорожная казарма 1099 км, деревня Солдатские Челны)
10. Чувашское Урметьево (село Чувашское Урметьево, деревня Новое Урметьево)
11. Эштебенькино (сёла Новое Эштебенькино, Старое Эштебенькино, Чувашское Эштебенькино)

## Экономика
Ведущей отраслью экономики района является сельскохозяйственное производство. На территории района находится 89,5 тыс. га сельскохозяйственных угодий. В районе функционируют 14 сельскохозяйственных производственных кооперативов, ассоциация крестьянских хозяйств, племсовхоз, племзавод, 27 крестьянских фермерских хозяйств. Имеются 2 банка и страховое общество. Основное направление деятельности: зерно-мясо-молочное. Функционирует районная больница.
Предприятия: ОАО «Челно-Вершинский машиностроительный завод» (ЧВМЗ). Промышленный сектор экономики района представлен предприятиями нефтяной и машиностроительной промышленности.

## Транспорт
Через район проходит железная дорога «Ульяновск—Уфа». А также ряд автобусных маршрутов: Челно-Вершины — Самара; Челно-Вершины — Тольятти; Челно-Вершины — Сергиевск; Каменный Брод — Самара.

## Известные уроженцы
Яшутин, Алексей Михайлович (1909—1974) — полный кавалер Ордена Славы, гвардии сержант, разведчик артиллерийской батареи 172-го гвардейского стрелкового полка.

Георгий Константинович Дюдюкин (1923—1996) — Герой Советского Союза, старший сержант Рабоче-крестьянской Красной Армии, командовал орудием 82-го гвардейского отдельного истребительно-противотанкового дивизиона 74-й гвардейской стрелковой дивизии 8-й гвардейской армии 1-го Белорусского фронта.